# Campionati italiani di taekwondo del 2009
I Campionati italiani di taekwondo del 2009 sono stati organizzati dalla Federazione Italiana Taekwondo e si sono svolti all'interno del  Vaillant Palace di Genova, in Liguria, nel weekend del 5-6 dicembre 2009.
L'evento, riservato alle cinture nere senior, ha assegnato medaglie in otto categorie di peso diverse sia agli uomini che alle donne.
Si è trattata della quarantesima edizione dei campionati.

## Podi

### Uomini
| Categoria               | Oro                                     | Argento                                     | Bronzo                                                                                     |
| fino a 54 kg (dettagli) | Gennaro Buonocore (Centro Azzurro Tkd)  | Raffaele Donato (Tkd Young Club)            | Stefano Florita (Tkd Competition) Fabio Spiga (Centro Tkd S. Sperate)                      |
| fino a 58 kg (dettagli) | Andrea Di Girolamo (Tkd Terracina 1984) | Francesco Palma (Centro Tkd Olimpico Lecce) | Raffaello Sergio (Scuola Tkd Nolano) Benedetto Gemma (Pol. Amicizia San Vito dei Normanni) |
| fino a 63 kg (dettagli) | Diego Redina Fiamme Oro                 | Gino Giubilei Fiamme Oro                    | Andrea Lucchese (Tkd Sport Center) Paolo Bacciu (Centro Tkd Firenze)                       |
| fino a 68 kg (dettagli) | Claudio Treviso Esercito                | Simone Arduini (Team Arduini)               | Steeven Baglivo (New Marzial Mesagne) Roberto Chiarella (Centro Tkd Kukkiwon)              |
| fino a 74 kg (dettagli) | Antonio Cappello (Centro Tkd Firenze)   | Cristian Clementi (Musado Defence Security) | Fabio Sottile Fiamme Oro Francesco Zocco Fiamme Oro                                        |
| fino a 80 kg (dettagli) | Mauro Sarmiento Esercito                | Gianni Guglielmo Carabinieri                | Gianluca D’Alessandro (Team D’Alessandro) Riccardo Persano (Scuola Tkd Genova)             |
| fino a 87 kg (dettagli) | Carlo Molfetta Carabinieri              | Pacifico Laezza Esercito                    | Antonio Sgamato (Pol. Flegrea) Francesco Molisso (Centro Azzurro Tkd)                      |
| Oltre 87 kg (dettagli)  | Leonardo Basile Esercito                | Marco Palmacci Fiamme Oro                   | Danilo Lo Iacono (Sport Tkd Lee) Vito Luiso (Sport Village Torino)                         |

### Donne
| Categoria               | Oro                                             | Argento                                     | Bronzo                                                                          |
| fino a 46 kg (dettagli) | Melania Zonfrillo (C.S. La Pietra)              | Serena Iebba (Tkd Vikings Gym)              | Sara Brandolese (Tkd Competition) Valentina Sivero (New Olimpic Scampia)        |
| fino a 49 kg (dettagli) | Roberta Ramazzotto Esercito                     | Chiara Fiore (Sporting Team Perulli)        | Maddalena Tortorella (Centro Azzurro Tkd) Giovanna Polese (Tkd Torre Del Greco) |
| fino a 53 kg (dettagli) | Federica Mastrantoni Fiamme Azzurre             | Sara Pollicino (Asd Olimpia Sport)          | Serena Napolano (Cs Canguro) Carla Tortorella (Centro Azzurro Tkd)              |
| fino a 57 kg (dettagli) | Eleonora Platania Carabinieri                   | Cristina Spagnolo (Tkd Musado Defence Sec.) | Jessica Giannone (Tkd Olympic Giannone) Barbara Grappolo (Olimpia)              |
| fino a 62 kg (dettagli) | Margherita Zocco (As Tkd Lee)                   | Rosita D’Amico (Tkd Terracina 1984)         | Cristiana Corsi Fiamme Oro Vanessa Prete (Pol. Amicizia SVDN)                   |
| fino a 67 kg (dettagli) | Beatrice Pirazzi (Centro Tkd Prati)             | Federica Perugini (Scuola Tkd Genova)       | Maria Avolio (Centro Azzurro Tkd) Angela Zingaro (Olympic Studio Cerignola)     |
| fino a 73 kg (dettagli) | Mara Rattone (Scuola Tkd Genova)                | Paola Andreozzi (Tkd Competition)           | Serena Capriglione (Tkd Ozzano) Raffaella Corona (Astroclub Alghero)            |
| Oltre 73 kg (dettagli)  | Raffaella Capotosto (Libertas Park Itri-Formia) | Filomena Gallone (As Condor)                | -                                                                               |

## Medagliere società
| Pos. | Società                             | Oro | Argento | Bronzo |   |
| ---- | ----------------------------------- | --- | ------- | ------ | - |
| 1    | Esercito                            | 4   | 1       | 0      | 5 |
| 2    | Carabinieri                         | 2   | 1       | 0      | 3 |
| 3    | Fiamme Oro                          | 1   | 2       | 3      | 6 |
| 4    | Scuola Tkd Genova                   | 1   | 1       | 1      | 3 |
| 5    | Tkd Terracina 1984                  | 1   | 1       | 0      | 2 |
| 6    | Centro Azzurro Tkd                  | 1   | 0       | 4      | 5 |
| 7    | Centro Tkd Firenze                  | 1   | 0       | 1      | 2 |
| 8    | Centro Tkd Prati                    | 1   | 0       | 0      | 1 |
| 8    | Libertas Park Itri-Formia           | 1   | 0       | 0      | 1 |
| 8    | C.S. La Pietra                      | 1   | 0       | 0      | 1 |
| 8    | Fiamme Azzurre                      | 1   | 0       | 0      | 1 |
| 9    | As Tkd Lee                          | 1   | 0       | 0      | 1 |
| 10   | Tkd Competition                     | 0   | 1       | 2      | 3 |
| 10   | As Condor                           | 0   | 1       | 0      | 1 |
| 10   | Team Arduini                        | 0   | 1       | 0      | 1 |
| 10   | Tkd Young Club                      | 0   | 1       | 0      | 1 |
| 10   | Centro Tkd Olimpico Lecce           | 0   | 1       | 0      | 1 |
| 10   | Musado Defence Security             | 0   | 1       | 0      | 1 |
| 10   | Tkd Vikings Gym                     | 0   | 1       | 0      | 1 |
| 10   | Sporting Team Perulli               | 0   | 1       | 0      | 1 |
| 10   | Asd Olimpia Sport                   | 0   | 1       | 0      | 1 |
| 10   | Tkd Musado Defence Sec.             | 0   | 1       | 0      | 1 |
| 11   | Centro Tkd Kukkiwon                 | 0   | 0       | 1      | 1 |
| 11   | Cs Canguro                          | 0   | 0       | 1      | 1 |
| 11   | New Marzial Mesagne                 | 0   | 0       | 1      | 1 |
| 11   | Tkd Torre Del Greco                 | 0   | 0       | 1      | 1 |
| 11   | Tkd Sport Center                    | 0   | 0       | 1      | 1 |
| 11   | Sport Tkd Lee                       | 0   | 0       | 1      | 1 |
| 11   | Scuola Tkd Nolano                   | 0   | 0       | 1      | 1 |
| 11   | Olympic Studio Cerignola            | 0   | 0       | 1      | 1 |
| 11   | New Olimpic Scampia                 | 0   | 0       | 1      | 1 |
| 11   | Olimpia                             | 0   | 0       | 1      | 1 |
| 11   | Centro Tkd S. Sperate               | 0   | 0       | 1      | 1 |
| 11   | Pol. Amicizia San Vito dei Normanni | 0   | 0       | 1      | 1 |
| 11   | Team D’Alessandro                   | 0   | 0       | 1      | 1 |
| 11   | Pol. Flegrea                        | 0   | 0       | 1      | 1 |
| 11   | Sport Village Torino                | 0   | 0       | 1      | 1 |
| 11   | Tkd Olympic Giannone                | 0   | 0       | 1      | 1 |
| 11   | Pol. Amicizia SVDN                  | 0   | 0       | 1      | 1 |
| 11   | Tkd Ozzano                          | 0   | 0       | 1      | 1 |
| 11   | Astroclub Alghero                   | 0   | 0       | 1      | 1 |